# Сторонье (озеро)
Сторонье — пресноводное озеро на территории Городского поселения Кандалакша Кандалакшского района Мурманской области.

## Общие сведения
Площадь озера — 1,3 км². Располагается на высоте 9,3 метров над уровнем моря.
Форма озера лопастная, продолговатая: оно почти на три километра вытянуто с северо-запада на юго-восток. Берега изрезанные, каменисто-песчаные, преимущественно возвышенные.
Через озеро течёт река Кумжа, впадающая в Белое море.
По центру озера расположен один относительно крупный (по масштабам водоёма) остров без названия.
Населённые пункты вблизи водоёма отсутствуют.
Код объекта в государственном водном реестре — 02020000711102000000039.